# 영국 해외 성서 선교회

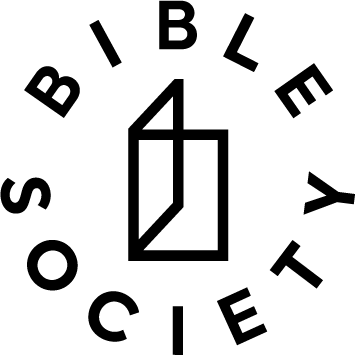

영국 해외 성서 선교회, 잉글랜드와 웨일즈 지역에서는 성서 공회로 알려져 있는 이 단체는 특정 교파에 소속되어 있는 않은 기독교 성서 공회로 자선 단체의 성격을 띄며 전세계에 성경을 보급하는 것이 단체의 주 활동이다.
성서 선교회는 1804년 3월 7일 윌리엄 윌버포스와 토마스 찰스가 성서의 '폭넓은 유통과 사용'을 장려하기 위해 결성하였다.

## 같이 보기
- 미국 성경 협회
- 기독교 변증학
- 페시타